# 土佐清水市立清水中学校
土佐清水市立清水中学校（とさしみずしりつしみずちゅうがっこう）は、高知県土佐清水市にある公立中学校。
1947年（昭和22年）5月1日に清水町立清水中学校として開校した。
周囲を山と黒潮の海に囲まれた風光明媚な場所にあった。鰹節工場から漂う鰹節のいい香りが漂っていた。
2013年（平成25年）4月1日より、下ノ加江、足摺岬、三崎、下川口の4校と統合。
校舎を現在地へ移転し、新築の校舎となっている。これまでは学校給食はなかったが、新校舎へ移転後は給食センターが併設され、学校給食も導入されている。
新校舎へ移転した際に今までのジャージデザインが変更されており、新しいデザインのジャージに変更になっている。
校舎内は木の香りが漂う。木材をふんだんに使用して建築されており、温かみがある校舎となっている。

## 沿革

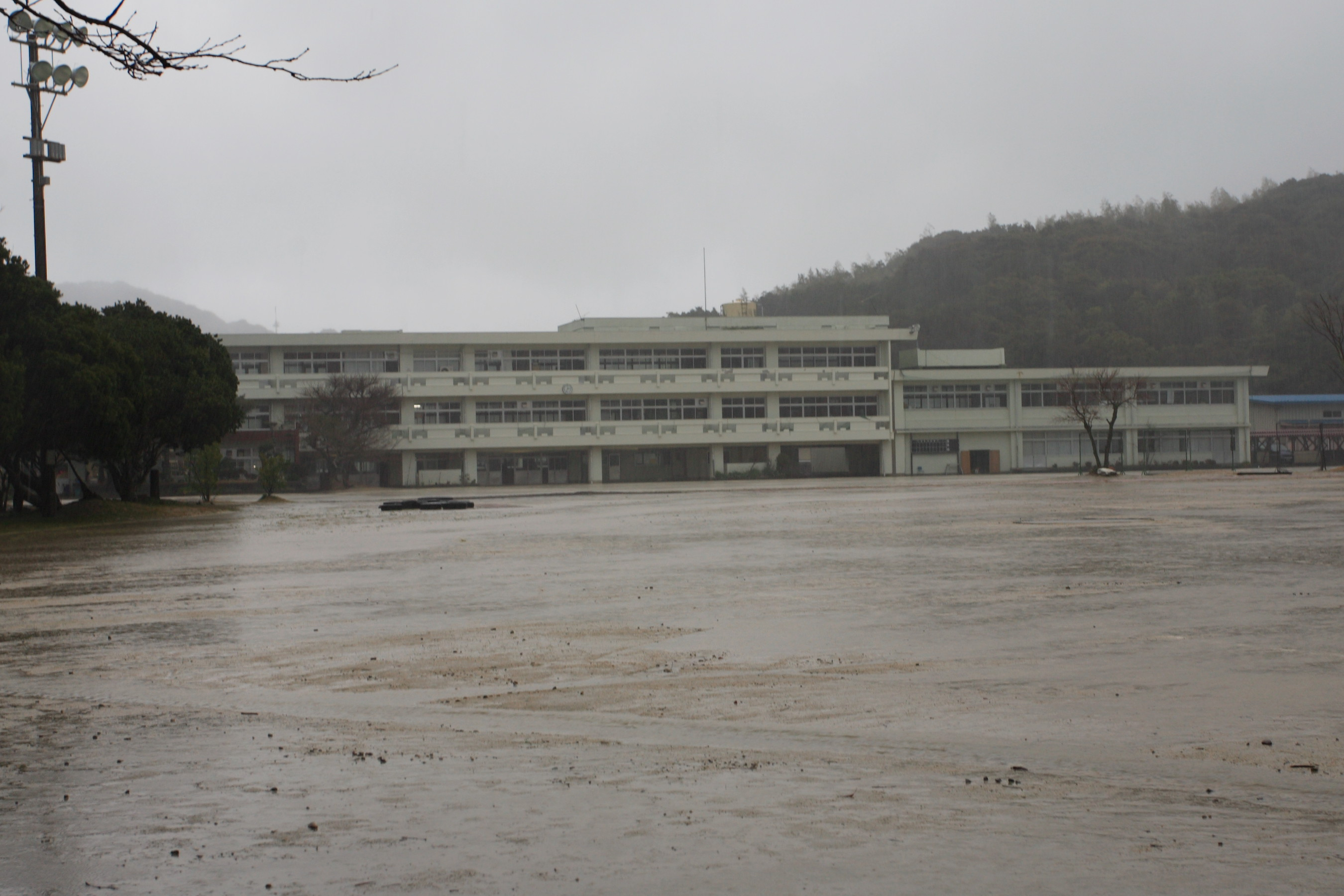
土佐清水市立清水中学校旧校舎（2007年2月）

- 1947年（昭和22年）5月1日 - 清水町立清水中学校として開校。足摺岬分校を設置。
- 1948年（昭和23年）8月 - 足摺岬分校（現土佐清水市立足摺岬中学校）独立。
- 1953年（昭和28年）5月 - 校歌を制定。
- 1954年（昭和29年）8月 - 幡多郡清水町、下ノ加江町、三崎町、下川口町の合併により、土佐清水市立清水中学校に改称。
- 1970年（昭和45年）3月 - 校舎を土佐清水市浦尻4-1に移転、新築。
- 2007年（平成19年）- 開校60周年。
- 2013年（平成25年）4月1日 - 下ノ加江、足摺岬、三崎、下川口の4校と統合[2]。校舎を現在地へ移転、新築。